# Крапивный переулок (Санкт-Петербург)
Крапи́вный переулок — переулок в Выборгском районе Санкт-Петербурга. Проходит от Большого Сампсониевского проспекта до Выборгской набережной.

## История

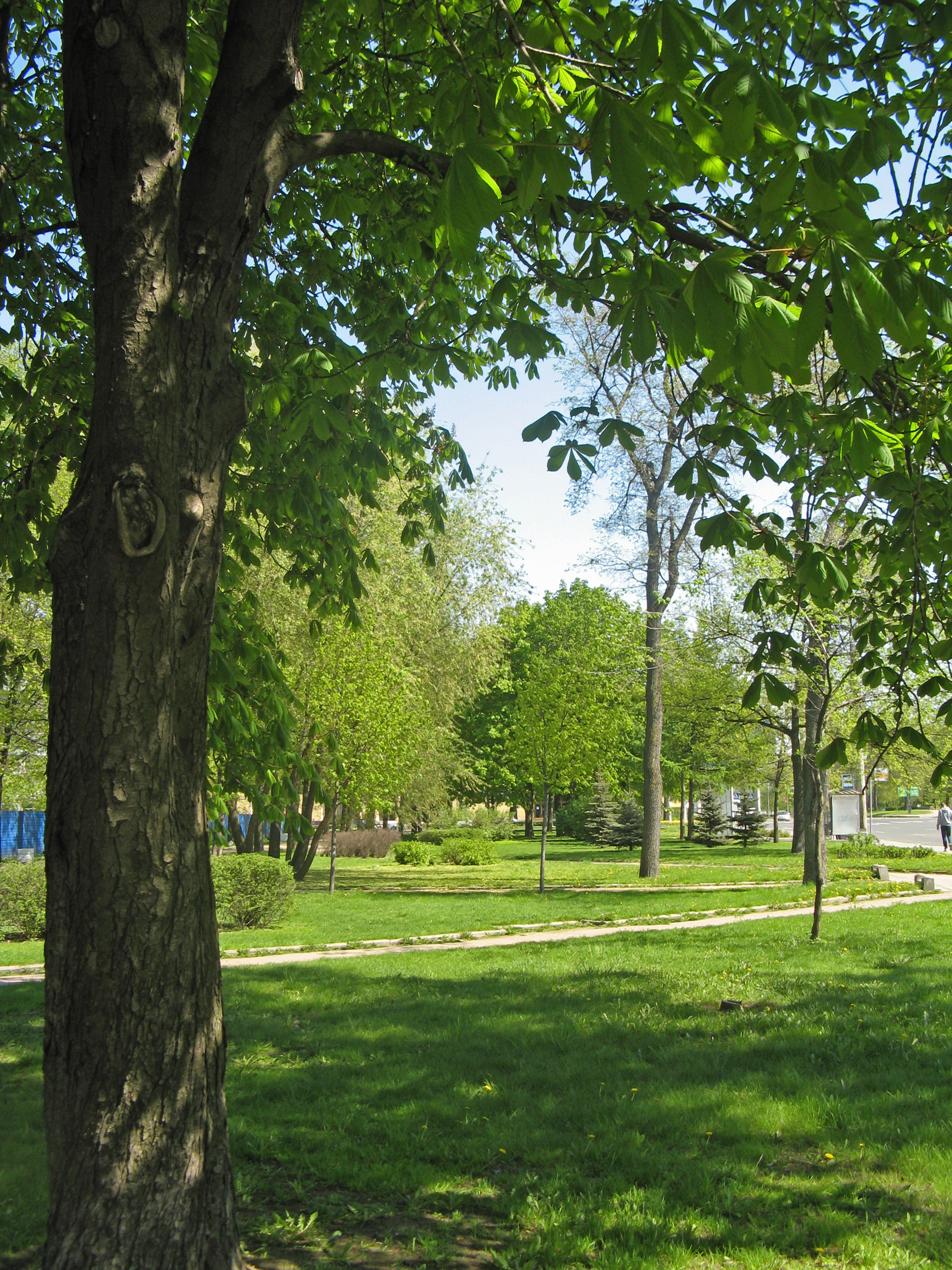
Гренадерский сад

Первоначальное название Гусева улица известно с 1796 года, дано по фамилии домовладельца. С 1798 года также известно название Гусев переулок.
Современное название Крапивный переулок появляется с 1821 года, дано по фамилии землевладельца. Наряду с этим названием существовала форма Крапивин переулок (1821—1846).

## Достопримечательности
- Гренадерский сад. Занимает территорию, ограниченную Крапивным переулком (чётная сторона), Выборгской набережной, Гренадерской улицей и Большим Сампсониевским проспектом. В 2013 году на участке Гренадерского сада было выстроено здание узла регулирования стоков второй очереди Главного канализационного коллектора[3] (адрес здания: Крапивный переулок, дом № 10 / Выборгская набережная, дом № 31).
- Дом № 17 / Выборгская набережная, дом № 33 — доходный дом, построен в 1892, 1900 годах по проекту арх.-худ. О. Л. Игнатовича.